# Liste des évêques et archevêques de Denver
Cette page présente la liste des évêques et archevêques de Denver, dans le Colorado.
Le vicariat apostolique du Colorado et de l'Utah est créé en 1868, par détachement du diocèse de Santa Fe. Il change de nom en 1870 pour devenir le vicariat apostolique du Colorado.
Ce dernier est érigé en diocèse le 16 août 1887 et devient alors le diocèse de Denver. Il est élevé au rang d'archidiocèse métropolitain le 15 novembre 1941 et prend sa dénomination actuelle d'archidiocèse de Denver 
(Archidioecesis Denveriensis).

## Les vicaires apostoliques
- 3 mars 1868-16 août 1887 : Joseph Machebeuf (Joseph Projet Machebeuf), vicaire apostolique du Colorado et de l'Utah, puis vicaire apostolique du Colorado (1870).

## Les évêques
- 16 août 1887-† 10 juillet 1889 : Joseph Machebeuf (Joseph Projet Machebeuf), promu évêque de Denver.
- 10 juillet 1889-† 9 août 1917 : Nicholas Matz  (Nicholas Chrysostom Matz)
- 21 septembre 1917-6 janvier 1931 : John Tihen (John Henry Tihen)
- 6 janvier 1931-15 novembre 1941 : Urban Vehr (Urban John Vehr)

## Les archevêques
- 15 novembre 1941-18 février 1967 : Urban Vehr (Urban John Vehr), promu archevêque.
- 18 février 1967-† 14 mars 1986 : James Casey (James Vincent Casey)
- 3 juin 1986-20 août 1996 : James Stafford (James Francis Stafford)
- 18 mars 1997-19 juillet 2011 : Charles Chaput (Charles Joseph Chaput)
- depuis le 29 mai 2012 : Samuel J. Aquila (en) (Samuel Joseph Aquila)

## Galerie de portraits

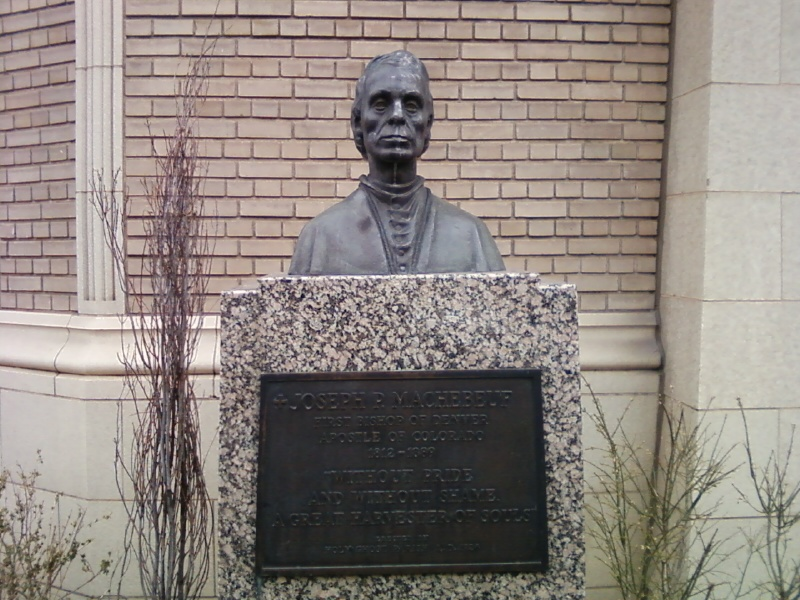
Joseph Machebeuf (1868-1889).
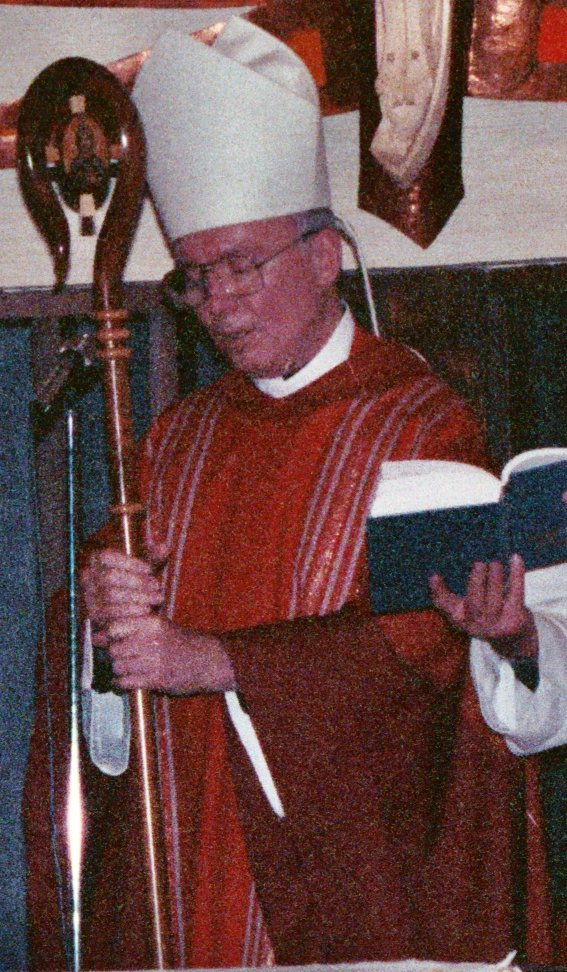
James Stafford (1986-1996).
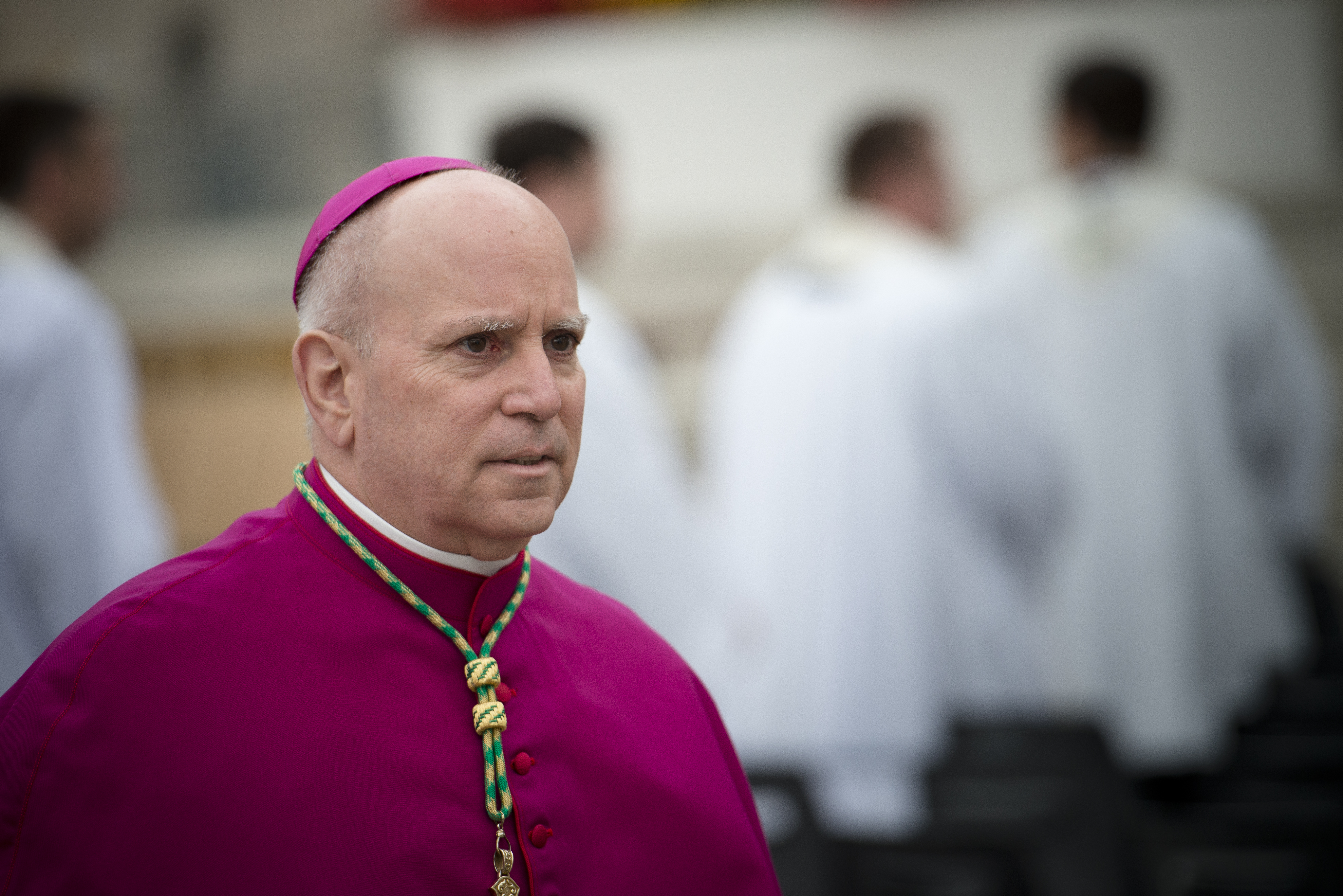
Samuel Aquila (2012).

## Source
- (en) Archdiocese of Denver, Catholic-Hierarchy